# Hawkeye (miniserie televisiva)
Hawkeye è una miniserie televisiva statunitense ideata da Jonathan Igla per Disney+ e basata sull'omonimo personaggio della Marvel Comics.
La miniserie è ambientata nel Marvel Cinematic Universe (MCU), in continuità con i film del franchise, e si svolge dopo gli eventi del film Avengers: Endgame (2019). La serie vede Clint Barton / Occhio di Falco affrontare l'eredità lasciata dal suo passato come Ronin e il passaggio di testimone a Kate Bishop.

## Trama
Un anno dopo gli eventi di Avengers: Endgame, Clint Barton, mentre si trova a New York con i suoi figli, deve lavorare insieme alla giovane Kate Bishop per affrontare i nemici del suo passato nei panni di Ronin, per tornare dalla sua famiglia in tempo per Natale.

## Puntate
| nº | Titolo originale       | Titolo italiano              | Pubblicazione    |
| -- | ---------------------- | ---------------------------- | ---------------- |
| 1  | Never Meet Your Heroes | Mai incontrare i propri eroi | 24 novembre 2021 |
| 2  | Hide and Seek          | Nascondino                   | 24 novembre 2021 |
| 3  | Echoes                 | Eco                          | 1º dicembre 2021 |
| 4  | Partners, Am I Right?  | Siamo partner, no?           | 8 dicembre 2021  |
| 5  | Ronin                  | Ronin                        | 15 dicembre 2021 |
| 6  | So This Is Christmas?  | Buon Natale a me!            | 22 dicembre 2021 |

### Mai incontrare i propri eroi
- Titolo originale: Never Meet Your Heroes
- Diretta da: Rhys Thomas
- Scritta da: Jonathan Igla

Trama
Nel 2012, durante la battaglia di New York, una giovane Kate Bishop assiste a Clint Barton che combatte i Chitauri e aspira a diventare un eroe come lui dopo che le ha inavvertitamente salvato la vita. Nel 2024 Barton trascorre del tempo con i suoi figli a New York per Natale. Bishop partecipa a un'asta di beneficenza con sua madre Eleanor, che scopre essere fidanzata con Jack Duquesne. Durante un gala si imbatte in un'asta del mercato nero con oggetti recuperati dal complesso degli Avengers, trovando Duquesne e suo zio Armand III tra i partecipanti. L'asta viene interrotta dai mafiosi in tuta, una gang di strada russa che tenta di recuperare un orologio tra gli oggetti. Kate recupera la tuta Ronin di Barton e sconfigge le tute mentre la indossa. Fugge nel suo appartamento dopo avere salvato un cane randagio, quindi rintraccia Armand per indagare ulteriormente, scoprendo che quest’ultimo è stato assassinato in casa sua; mentre scappa dalla scena del crimine viene messa alle strette dai mafiosi ma viene salvata da Barton, che ha visto in un notiziario del ritorno di Ronin.

### Nascondino
- Titolo originale: Hide and Seek
- Diretta da: Rhys Thomas
- Scritta da: Elisa Climent

Trama
Barton riporta Kate nel suo appartamento, ma finisce per essere attaccato dai mafiosi in tuta e la coppia è costretta a scappare, lasciando dietro di sé la tuta di Ronin. Dopo essersi trasferito in un nuovo rifugio Barton rimanda i suoi figli a casa, promettendo di tornare entro il giorno di Natale. Poi accompagna Bishop al suo posto di lavoro, quindi recupera la tuta Ronin da un evento LARP. Più tardi, durante una cena, Kate non riesce a convincere sua madre Eleanor del coinvolgimento di Duquesne nella morte di Armand. Durante una sfida a scherma con Kate Duquesne si rivela uno schermidore abilissimo. Kate cerca di contattare Barton, non sapendo che si è lasciato catturare dai mafiosi. Quando rintraccia la posizione di Barton prova una maldestra irruzione armata di arco e frecce ma finisce per essere catturata lei stessa. Le tute informano quindi il loro capo, Maya Lopez, di avere catturato Barton e Bishop.

### Eco
- Titolo originale: Echoes
- Diretta da: Bert & Bertie
- Scritta da: Katie Mathewson & Tanner Bean

Trama
Dopo lo schiocco di dita di Thanos Ronin uccise il padre di Maya, invischiato in affari mafiosi con il misterioso e sconosciuto zio di quest'ultima; Maya, sorda dalla nascita, promise vendetta contro Ronin. Nel presente Maya non crede alle parole di Clint circa il fatto che Ronin sia stato ucciso da Natasha Romanoff; Barton si libera assieme a Kate e i due fuggono dall'edificio dove erano stati rinchiusi, inseguiti da Maya e dai suoi uomini, che semineranno in seguito a una rocambolesca fuga in auto. Comprendendo che c'è qualcuno anche al di sopra di Maya all'interno dell'organizzazione mafiosa e convinta che il tutto sia collegato con la morte di Armand III, i sospetti di Kate si spostano su Jack Duquesne. La ragazza convince Barton a raggiungere l'attico di sua madre per indagare ma, una volta arrivati, Clint viene sorpreso e minacciato da Jack con la Spada di Ronin.

### Siamo partner, no?
- Titolo originale: Partners, Am I Right?
- Diretta da: Bert & Bertie
- Scritta da: Heather Quinn & Erin Cancino

Trama
Barton fa la conoscenza con Eleanor e Jack e la donna gli chiede di non coinvolgere la figlia nelle pericolose missioni da Avengers, ricordandogli quanto è accaduto con Natasha Romanoff. Kate, sentendosi trascurata dalla madre, trascorre un po' di tempo con Clint per rincuorarlo e intuisce che quest'ultimo era Ronin, pur comprendendo le sue motivazioni. Clint si fa aiutare da Kate e da sua moglie, Laura, per rintracciare un orologio rolex che era stato venduto all'asta e questo li porta inconsapevolmente fino a casa di Maya. Durante la colluttazione si aggiunge un'altra persona venuta a uccidere Barton, Yelena Belova. Dopo avere messo in fuga le avversarie Clint, preoccupato per la sicurezza di Kate, la allontana.

### Ronin
- Diretta da: Bert & Bertie
- Scritta da: Jenna Noel Frazier

Trama
Nel 2018 Yelena Belova scompare a causa del Blip e ritorna cinque anni dopo, apprendendo della morte della sorella Natasha Romanoff.
Dopo l'allontanamento di Barton Kate torna a casa di sua madre e viene confortata da lei, avvertendola degli affari dubbi di Duquesne. Successivamente Yelena si introduce nell'appartamento di Bishop e la informa di essere stata assunta da qualcuno per uccidere Clint, rivelandole il passato criminale dell'eroe che accusa della morte di Natasha. Barton indossa nuovamente i panni di Ronin e incontra Maya, smascherandosi per avvertirla di stare lontana da lui e dalla sua famiglia, incoraggiandola a incanalare la sua rabbia per fare del bene e rivelandole che il suo braccio destro Kazi e il loro capo lo avevano informato affinché uccidesse Lopez. Kate aiuta Clint a mettere in fuga Maya e si riconcilia con lui, mentre Maya comincia a sospettare del suo capo e di Kazi. Eleanor fa arrestare Duquesne dopo avere scoperto degli affari illeciti associati a lui, sebbene l'uomo si proclami innocente; il giorno dopo Yelena manda un messaggio a Kate e quest'ultima e Barton scoprono così che è stata Eleanor a ingaggiare Belova per assassinare Clint, oltre che lavorare con Wilson Fisk, noto anche come Kingpin, il capo di Lopez.

### Buon Natale a me!
- Titolo originale: So This Is Christmas?
- Diretta da: Rhys Thomas
- Scritta da: Jonathan Igla e Elisa Climent

Trama
Eleanor incontra Wilson Fisk, rivelandogli di avere lavorato per lui dalla morte del marito (avendo lasciato la famiglia piena di debiti) e decide di terminare la loro collaborazione; ascoltando la registrazione della loro conversazione Kate e Clint apprendono che la donna ha ucciso Armand e incastrato Duquesne per l'omicidio. La vigilia di Natale Eleanor organizza una festa al Rockefeller Center, Kazi e i suoi uomini, su ordine di Fisk, cominciano a sparare contro gli ospiti per uccidere Eleanor e Barton. Kate e Clint riescono a sconfiggere la mafia in tuta grazie ai loro compagni, dopodiché Barton viene raggiunto da Yelena che intende ucciderlo per vendicare la morte di Natasha, mentre Kate cerca di mettere al sicuro sua madre. Durante gli scontri Maya sopraggiunge e uccide Kazi dopo avere cercato di farlo passare dalla sua parte. Clint riesce a spiegare a Belova le dinamiche della morte di Romanoff, convincendola così a risparmiargli la vita. Kingpin raggiunge Eleanor e combatte con Kate, la quale riesce a sopraffarlo dopo un violento scontro e poi fa arrestare sua madre per l'omicidio di Armand. Fisk riesce a fuggire e viene raggiunto da Maya, che apparentemente gli spara per vendicare la morte di suo padre. Clint riconosce Kate come sua partner e, il giorno di Natale, porta lei e il cane Lucky a casa sua per festeggiare con la sua famiglia. Restituisce l'orologio rubato a sua moglie Laura (facendo intendere che è un'ex agente dello S.H.I.E.L.D.), poi brucia con Kate la tuta di Ronin per tagliare i ponti con il suo passato.

## Personaggi e interpreti

### Personaggi principali
- Clint Barton / Occhio di Falco, interpretato da Jeremy Renner, doppiato da Christian Iansante.
Supereroe, uno dei principali eroi del progetto Avengers. Dopo aver perso tutta la sua famiglia in seguito allo schiocco di dita di Thanos, diventa un assassino chiamato Ronin. Uccise molti uomini della malavita, ma poi si dimise per salvare l’universo con gli Avengers. Nessuno sapeva la sua identità, ma dopo che Kate Bishop prese il costume per salvare lo zio del suo patrigno da dei criminali, Kate è in pericolo e Clint è costretto a salvarla da minacce come Echo e Kingpin.
- Kate Bishop, interpretata da Hailee Steinfeld, doppiata da Emanuela Ionica.
Ragazza ventiduenne che, quando perse suo padre durante l'attacco dei Chitauri, decise di chiedere a sua madre un arco, come il suo eroe Occhio di Falco. Kate si è addestrata per tutta la vita nella scherma, nell’arco, nel karate e in moltissimi altri sport.
- Yelena Belova / Vedova Nera, interpretata da Florence Pugh, doppiata da Lucrezia Marricchi.
Una spia e un'assassina altamente addestrata che lavora per Valentina Allegra De Fontaine, a caccia di Barton per il suo presunto ruolo nella morte di sua sorella Natasha.
- Maya Lopez / Echo, interpretata da Alaqua Cox.
Ragazza sorda con una gamba di metallo, sin da piccola si è sempre allenata a combattere. Maya è il capitano dei "tizi in tuta", vecchi nemici di Occhio Di Falco. Suo padre è stato ucciso da Ronin, per cui cerca vendetta.
- Kazimierz "Kazi" Kazimierczak, interpretato da Fra Fee, doppiato da Emanuele Ruzza.
Il fedele aiutante di Maya, che inoltre la aiuta a comunicare con le altre persone.
- Jack Duquesne, interpretato da Tony Dalton, doppiato da Andrea Lavagnino.
Compagno di Eleanor Bishop.
- Wilson Fisk / Kingpin, interpretato da Vincent D'Onofrio, doppiato da Luca Ward.
Signore del crimine di New York. D'Onofrio riprende il ruolo del criminale dalla serie televisiva Netflix Daredevil.

### Personaggi secondari
- Eleanor Bishop, interpretata da Vera Farmiga, doppiata da Daniela Calò.
Madre di Kate Bishop.
- Laura Barton, interpretata da Linda Cardellini, doppiata da Sabrina Duranti.
Moglie di Clint, lo aiuta in alcune indagini.
- Lila Barton, interpretata da Ava Russo, doppiata da Luna Iansante.
Figlia di mezzo di Clint e Laura.
- Cooper Barton, Interpretato da Ben Sakamoto, doppiato da Mattia Fabiano.
Figlio maggiore di Clint e Laura.
- Nathaniel Pietro Barton, interpretato da Cade Woodward, doppiato da Adrian Alto.
Figlio minore di Clint e Laura.
- Derek Bishop, interpretato da Brian D'Arcy, doppiato da Francesco De Francesco.
Padre di Kate, morto quando lei aveva 12 anni.
- Armand Duquense, interpretato da Simon Callow, doppiato da Luca Biagini.
Zio di Jack, ucciso all'inizio della serie.
- William Lopez, interpretato da Zahn McClarnon, doppiato da Alberto Bognanni.
Padre di Maya, dopo la sua morte, Maya è intenta a scoprire l’identità del suo assassino.
- Thomas, interpretato da Piotr Adamczyk, doppiato da Stefano Macchi.
Scagnozzo di Maya.
- Ivan, interpretato da Aleks Paunovic, doppiato da Andrea Devenuti.
Scagnozzo di Maya.
- Grills, interpretato da Clayton English, doppiato da Maurizio Merluzzo.
Amico di Clint e Kate.

## Produzione

### Sviluppo
A settembre 2018, i Marvel Studios stavano sviluppando diverse miniserie per il servizio di streaming Disney della sua casa madre, Disney+, incentrato sui personaggi secondari dei film Marvel Cinematic Universe che non avevano recitato nei propri film. Gli attori che interpretavano i personaggi nei film dovevano riprendere i loro ruoli per la serie limitata. Ci si aspettava che la serie fosse composta da 6-8 episodi ciascuno e che avesse un "budget considerevole in concorrenza con quelli di una grande produzione in studio". La serie sarebbe stata prodotta dai Marvel Studios piuttosto che dalla Marvel Television, che ha prodotto precedenti serie televisive nella MCU. Si riteneva che il presidente dei Marvel Studios Kevin Feige stesse assumendo un "ruolo pratico" nello sviluppo di ogni serie, concentrandosi sulla "continuità della storia" con i film e sul "trattamento" degli attori che avrebbero ripreso i loro ruoli dal pellicole.
A luglio 2020 la Marvel ha ingaggiato i registi Bert & Bertie e Rhys Thomas per dirigere gli episodi della serie.

### Sceneggiatura
La serie sarà ambientata due anni dopo che sono trascorsi tra gli eventi di Endgame, col protagonista intento ad addestrare Kate Bishop. A marzo 2020 Tanner Bean e Katrina Mathewson hanno annunciato tramite Twitter che avrebbero scritto la sceneggiatura della serie.

### Casting
Con l'annuncio ufficiale della serie nell'aprile 2019 è arrivata la conferma che Renner avrebbe ripreso il ruolo di Clint Barton. Rumoreggiata da qualche mese, il 2 dicembre le foto dal set hanno confermato Hailee Steinfeld nel ruolo di Kate Bishop.
Il 3 dicembre sono entrati nel cast Vera Farmiga, Fra Fee, Tony Dalton, Alaqua Cox, Zahn McClarnon e Florence Pugh che riprenderà il ruolo di Yelena Belova che ha interpretato in Black Widow. Maya da giovane è interpretata da Darnell Besaw, cugina di Alaqua Cox.

### Riprese
Inizialmente previste per agosto 2020, l'inizio delle riprese è stato posticipato al settembre dello stesso anno per poi essere cominciate a fine novembre a New York. La serie è filmata con il titolo provvisorio Anchor Point. Il 15 dicembre le riprese si sono spostate ai Trilith Studios di Atlanta. Si sono concluse ufficialmente il 21 aprile 2021 come annunciato dallo stesso Renner sui suoi canali social.

## Promozione
Il primo trailer della serie tv è stato pubblicato il 13 settembre 2021.
Il 12 novembre 2021 sulla piattaforma Disney+ è stato pubblicato un episodio di Marvel Studios: Legends contenenti delle clip che riassumono le storie di Clint Barton / Occhio di Falco nei precedenti film.

## Distribuzione
Hawkeye è debuttato, a partire dal 24 novembre 2021, sulla piattaforma streaming on demand Disney+.
La miniserie è composta da sei puntate distribuite settimanalmente. I primi due episodi sono stati distribuiti contemporaneamente il 24 novembre 2021 e successivamente verrà trasmesso un episodio settimanale fino al termine della serie stessa.

## Accoglienza
Il sito web aggregatore di recensioni Rotten Tomatoes riporta una valutazione di approvazione del 92% con una valutazione media di 7,55 su 10, basata su 159 recensioni. Il consenso critico del sito recita: "Hawkeye inizia lentamente, ma l'azione a livello di strada è un rinfrescante cambio di ritmo per l'MCU e la chimica tra i suoi protagonisti brilla anche quando la trama è in ritardo." Metacritic, che utilizza una media ponderata, ha assegnato un punteggio di 66 su 100 basato su 27 critici, indicando "recensioni generalmente favorevoli".
Andrew Webster di The Verge ha ritenuto che Occhio di Falco fosse "qualche cosa diversa", aggiungendo: "È un'opportunità per trascorrere più tempo con uno dei Vendicatori meno conosciuti, è una storia di origine per un eroe emergente, ed è un dramma poliziesco ambientato sullo sfondo del Natale a New York City mentre l'MCU aggiunge un altro genere alla sua piega avvolgente". Lo considerava, insieme a WandaVision e Loki, il migliore del MCU su Disney+. Scrivendo per Empire, Laura Sirikul ha dato alla serie quattro stelle su cinque e l'ha descritta come "affascinante e piena di cuore". Richard Trenholm di CNET ha dato alla serie una recensione positiva osservando che "Nel complesso, Occhio di Falco non è un antieroe torturato in cerca di redenzione, è ancora solo l'affabile Jeremy Renner che si aggira con aria scontrosa. E lo spettacolo lo sa per lo più, inserendolo in scene d'azione. che sono più giocosi che pericolosi. L'episodio 2 in particolare vede sia Clint che Kate impegnati in un finto combattimento che è divertente da guardare piuttosto che pericoloso per la loro salute, una svolta sbarazzina sulla grintosa formula di scena d'azione-ogni episodio."
Ben Travers di IndieWire ha dato alla serie una "C-", ritenendo che fosse "più preoccupato di preparare Kate Bishop per le future fasi del MCU che di creare un problema degno del tempo di due eroi".

## Riconoscimenti
- 2022 - Premio Emmy [19]
  - Candidatura per miglior coreografia a Carl Richard Burden, Noon Orsatti, Renae Moneymaker e Crystal Hooks per Eco
  - Candidatura per miglior coreografia per una serie comica o un programma di varietà a Heidi Moneymaker e Noon Orsatti

## Spin-off
Nel marzo del 2021, viene riferito che Marvel Studios aveva intenzione di sviluppare uno spinoff di Hawkeye incentrato sul personaggio di Echo. Il 12 novembre 2021, durante il Disney+ Day, viene annunciata ufficialmente la serie Echo, ideata da Marion Dayre.